# Episodi di 14º Distretto (undicesima stagione)
L'undicesima stagione della serie televisiva 14º Distretto è stata trasmessa in anteprima in Germania da Das Erste tra l'11 marzo 1997 e il 3 giugno 1997.
| nº | Titolo originale        | Titolo italiano | Prima TV Germania | Prima TV Italia |
| -- | ----------------------- | --------------- | ----------------- | --------------- |
| 1  | Die Suchmeldung         | inedito         | 11 marzo 1997     | inedito         |
| 2  | Die Aufsteiger          | inedito         | 18 marzo 1997     | inedito         |
| 3  | Trotz allem             | inedito         | 25 marzo 1997     | inedito         |
| 4  | Der Mann mit der Maske  | inedito         | 1º aprile 1997    | inedito         |
| 5  | Der Zeuge               | inedito         | 8 aprile 1997     | inedito         |
| 6  | Die Freundin            | inedito         | 15 aprile 1997    | inedito         |
| 7  | Mit einem Bein im Knast | inedito         | 22 aprile 1997    | inedito         |
| 8  | Nadja                   | inedito         | 29 aprile 1997    | inedito         |
| 9  | Der G-Man               | inedito         | 6 maggio 1997     | inedito         |
| 10 | Brennende Probleme      | inedito         | 13 maggio 1997    | inedito         |
| 11 | Only You                | inedito         | 20 maggio 1997    | inedito         |
| 12 | Durchgeknallt           | inedito         | 27 maggio 1997    | inedito         |
| 13 | Lug und Trug            | inedito         | 3 giugno 1997     | inedito         |